# Casier
Casier (IPA: /kaˈzjɛr/; Caxier in veneto) è un comune italiano di 11 403 abitanti della provincia di Treviso in Veneto.
Si tratta di un comune sparso in quanto il municipio non si trova nel centro omonimo ma nella vicina frazione Dosson. È uno dei comuni del Parco naturale regionale del Fiume Sile.

## Geografia fisica
È situato nella bassa pianura veneta lungo il corso del fiume Sile, adiacente al capoluogo provinciale in direzione sud-sudest.

## Origini del nome
Casier deriva dal latino caseārius "relativo al formaggio". In passato il luogo doveva essere noto per la produzione di formaggi.

## Storia
Il comune di Casier vede la sua storia strettamente legata al fiume Sile, che ha rappresentato per secoli una fondamentale via di comunicazione e commercio.
I primi insediamenti nel territorio comunale casierese risalgono almeno al I millennio a.C., come attestano i reperti archeologici rinvenuti nel letto del Sile. Il fiume favoriva lo sviluppo delle comunità locali e il commercio di manufatti in bronzo e ferro, tra cui spade, pugnali, elmi, falci e fibule, oltre a vasellame.
Nel 710, un documento attesta l'esistenza del monastero di San Teonisto, considerato il più antico complesso monastico del Trevigiano. Lo stesso testo menziona l'attività molitoria lungo il canale della Roggia, attività che si protrasse fino all'inizio del XX secolo.
Verso l'anno Mille, Casier divenne sede della famiglia da Casier, nota nei documenti come "de Caserio". Tale famiglia fece costruire una dimora-castello per controllare il traffico lungo il Sile, vista l'importanza strategica della località.
Durante il periodo della Serenissima Repubblica di Venezia, tra il XVII e il XVIII secolo, Casier vide la costruzione di numerose ville venete ad opera di patrizi veneziani.
Il comune di Casier, nella sua forma attuale, fu istituito ufficialmente il 1º gennaio 1819 dalla fusione delle frazioni di Casier e Dosson. Nel corso del XIX e XX secolo, l'area conobbe una progressiva industrializzazione e urbanizzazione.

### Simboli
Lo stemma comunale è stato concesso con regio decreto del 2 agosto 1929.
(R.D. del 2 agosto 1929)
Il gonfalone è un drappo di rosso.

## Monumenti e luoghi d'interesse

### Architetture religiose

#### Chiesa parrocchiale di San Teonisto

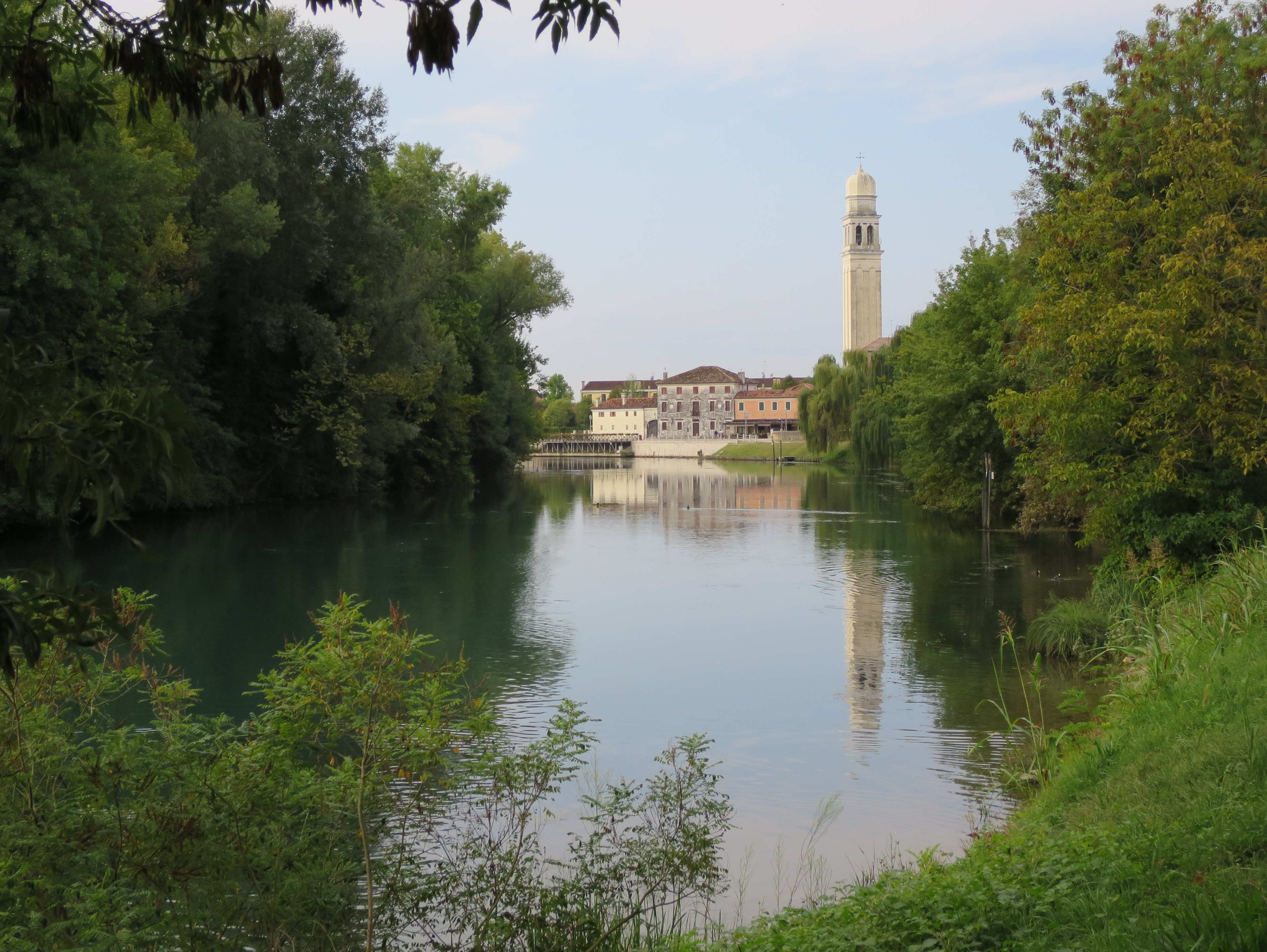
L'antica parrocchiale di San Teonisto

La Chiesa Parrocchiale di San Teonisto risale al XVIII secolo, con successive modifiche.
L'edificio, presenta una facciata sobria ed elegante, caratterizzata da lesene con capitelli corinzi. L'interno, ad unica navata, è arricchito da decorazioni raffinate e da un soffitto con volta a padiglione.
Tra le opere d'arte più significative, spiccano gli affreschi del presbiterio, tra cui la rappresentazione dell'Ultima Cena e della Cena Pasquale Ebraica, realizzati da Tomaso Cassani Bugoni tra il 1696 e il 1700. L'altare maggiore ospita una pala raffigurante San Teonisto, patrono della chiesa.

#### Chiesa di San Vigilio
La Chiesa risale almeno al 1437, anno in cui viene attestata la sua esistenza durante una visita del Vescovo Ludovico Barbo. Gli affreschi, realizzati nel XVIII secolo, decorano il presbiterio e la volta della navata. Oltre agli affreschi, la chiesa ospita un altare maggiore finemente decorato e un organo a canne, utilizzato durante le celebrazioni liturgiche.

### Architetture civili

#### Villa Barbaro
Si trova a ponente del centro lungo via principale, al centro di un grande parco delimitato a nord dal corso del Sile Morto.
A detta di Domenico Maria Federici, il complesso esisteva già nel 1625 quando apparteneva ai Pisani, dai quali passò, vent'anni dopo, ai Giustinian; solo nel 1792 pervenne ai Barbaro che gli diedero il nome. Per Giuseppe Mazzotti, invece, fu edificato dai Nani Mocenigo nel XVIII secolo e completamente ricostruito nel 1853.
Come confermato da una lastra posta nel pianerottolo del vano scale al primo piano, verso il 1850 giunse a Vincenzo Guerra, cui subentrarono i Parisotto (1888), Paolo Pataleo (1896), i Bressan, i Mocenigo (fino al 1928), i Carnelutti (vi abitò il noto avvocato Francesco Carnelutti), i Campana e infine i Buri, cui appartiene tuttora. Durante la seconda guerra mondiale ospitò dei comandi militari e subì per questo danni e spoliazioni che resero necessaria un'importante opera di restauro.
La casa padronale si sviluppa su tre livelli: il piano terra, leggermente rialzato (l'accesso avviene mediante una breve scalinata), il piano nobile e un timpano passante sopra il cornicione di gronda. La facciata principale, rivolta a sud, è tripartita con la fascia centrale arricchita da lesene di ordine gigante, sulle quali si impostano dei capitelli ionici e una trabeazione con cornice dentellata. Al centro del piano nobile si aprono tre porte-finestre racchiuse da lesene e protette da un balconcino con sbalzo in pietra e parapetto in ferro, poggiante sulle colonne della sottostante loggia (oggi chiusa con infissi a riquadri). Sopra la trabeazione del piano nobile si sviluppa il timpano triangolare, con vasi di pietra ai vertici.
Ai fianchi della casa padronale, leggermente arretrati, si allungano due annessi rustici e, presso gli angoli in cui gli edifici si saldano, si collocano due piccole serre vetrate.
L'oratorio è invece isolato e prospiciente la strada. Intitolato all'Immacolata Concezione, fu edificato verso il 1728 su progetto di ignoto e restaurato nel 1944. Degna di nota la tela che orna il soffitto (Madonna con la Trinità e i santi Gaetano, Giuseppe, Antonio e Francesco di Paola in adorazione), già attribuita a Rodolfo Manzoni e oggi assegnata a Gaspare Diziani, datata 1710-1717. Sull'altare maggiore trova posto il gruppo marmoreo raffigurante la Sacra Famiglia, opera firmata di Pietro Baratta.

#### Villa de Reali
L'edificio è uno dei più importanti esempi di architettura veneziana nel territorio di Casier. Il complesso, immerso in un vasto parco di 13 ettari è delimitato a nord dal corso del Sile Morto.
La villa ha origini antiche: fu edificata nel XVII secolo dal barone Berlendis sui resti di un'abbazia benedettina. Nei primi decenni dell'Ottocento, la proprietà passò a Giuseppe Maria de Reali, figura di spicco della politica locale. Alla sua morte, nel 1860, il figlio Antonio de Reali fece ricostruire e ampliare la villa, trasformandola in una dimora signorile.

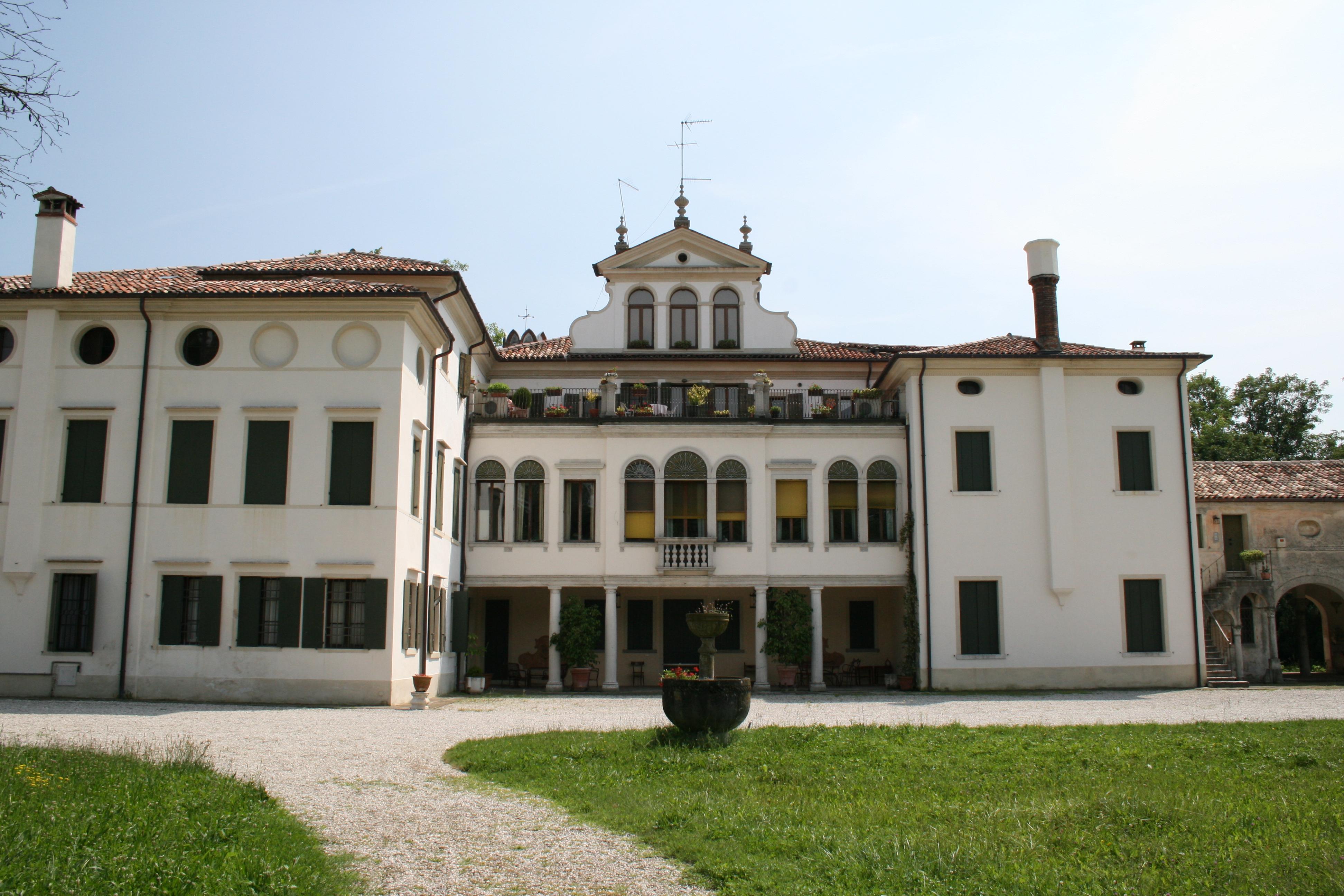
La facciata di Villa de Reali

L’edificio principale si sviluppa su quattro livelli, con una facciata sud che richiama lo stile settecentesco veneziano.Il complesso include barchesse, scuderie e serre, disposte attorno a una corte secondo un impianto a "L". Di particolare interesse è la barchessa porticata, con arcate su tre lati e colonne romane provenienti dagli scavi di Altino, dove la famiglia de Reali possedeva vasti terreni.
All’interno della villa si trova un museo archeologico, che ospita una straordinaria raccolta di reperti romani, tra cui anfore, statue marmoree, colonne e stele funerarie. Questi manufatti provengono dagli scavi effettuati nelle proprietà della famiglia De Reali, testimoniando il loro interesse per la storia e la cultura.
Nel 1937, la villa entrò a far parte del patrimonio dei Canossa, grazie al matrimonio tra Teresa de Reali e il marchese Giuseppe di Canossa. Oggi la proprietà appartiene alla famiglia Guarienti di Canossa.

### Altro
- Monumento ai caduti, realizzato nel 1920, commemora i 41 caduti della Prima guerra mondiale e della guerra in Libia.

## Società

### Evoluzione demografica
Abitanti censiti

### Etnie e minoranze straniere
Al 31 dicembre 2017 gli stranieri residenti nel comune erano 734, ovvero il 6,4% della popolazione. Di seguito sono riportati i gruppi più consistenti:
1. Romania 136
2. Marocco 87
3. Moldavia 68
4. Kosovo 64
5. Albania 47
6. Sri Lanka 37
7. Cina 34
8. Burkina Faso 27
9. Ucraina 24

## Geografia antropica

### Frazioni
Gli abitati principali del comune sono Casier e Dosson, quest'ultima comprendente anche Frescada e Le Grazie, entrambe adiacenti alle omonime località del comune di Preganziol.

## Infrastrutture e trasporti

### Mobilità urbana
Casier è servita dagli autobus della Linea Urbana 4 di MOM, i quali la mettono in collegamento con la Stazione FS ed il centro di Treviso, terminando presso Carità di Villorba.
Per Casier effettuano fermate, inoltre, le Linee Extraurbane 108 e 109 di MOM, collegando Treviso con Jesolo, Casale Sul Sile, Lughignano, Quarto d'Altino, Portegrandi, Caposile e Bonisiolo.
Non è presente alcun collegamento ferroviario e le stazioni più vicine sono quelle di Treviso e Preganziol.

### Infrastrutture
Casier è attraversata dalla strada provinciale Jesolana che da Treviso prosegue fino a Jesolo.

## Amministrazione

### Gemellaggi
- Eaunes, dal 2002